# Al Dimalanta
Alfred Martín Alcantara Dimalanta (Manila, 3 de septiembre de 1969), conocido artísticamente como Al Dimalanta, es un cantautor, músico, escritor, fotógrafo profesional de relaciones públicas y profesor de música filipino. Es uno de los artistas más reconocidos en su país de origen, por ser uno de los mejores compositores y cofundadores, en volver a refundar a famosas bandas legendarias filipinas de género punk ya desaparesidas entre los años 1985 y 1996. Formó parte como líder y vocalista de bandas musicales como Dead Ends y Throw, en este último en la que se mantiene aún activo y además considerado como uno del género punk contemporáneo.

## Carrera musical
Al Dimalanta inició su carrera musical, abarcado y rescatando diferentes estilos musicales de otras bandas ya desaparesidas que marcaron éxito hacia varias décadas. Su incursión en el punk rock, hardcore y rock acústico, ha dejado un legado indeleble en la escena musical de Filipinas.

### Con Dead Ends
Al y su medio hermano llamado Jay Dimalant, fundaron una banda musical que se llamaría Dead Ends en 1985, junto al baterista Rouen Pascual. La banda grabó cuatro álbumes de género punk de 1985 a 1995, así como una edición especial de su quinto álbum de grandes éxitos en 2003. Dead Ends,  tuvo varios cambios de formación, aunque Al (voz y guitarra) y Jay (en el bajo) se mantuvo en el núcleo de la banda.
Cuando Dead Ends se disolvió tras la muerte de su medio hermano Jay en 1996, Al entró en un receso musical durante cuatro años y se centró en su labor en la comunicación y marketing, en la Universidad de Santo Tomás.

### Con Throw
En 2000, Al Dimalanta refundó la banda Throw como vocalista y compositor rincipal de la banda, con Dennis Maniego en el bajo, Ojie Arcega en la batería y Bimboi San Pedro en la guitarra. Este era el comienzo oficial de la banda. Throw, grabó su primer disco producido de manera independiente un año después en 200), con un álbum discográfico titulado (TIRE,) que marcó el regreso de Dimalanta a la escena musical del género punk local.
En algún momento de 2006, Ojie Arcega y Bimboi San Pedro se retiraron de la banda y se fueron a residir a Singapur para trabajar en empresas de arquitectura. Eso dejó a Al y Dennis sin baterista y guitarrista. Durante un tiempo, el fallecido Luis Guiang de Put3Ska, uno de los famosos y reconocidos músicos experto en los tambores, su banda buscó para reemplazos de forma permanentes.
En 2007, Thoow que había sido reformado por el mismo Al Dimalanta en guitarra y voz, Dennis Maniego en el bajo, Albert Ascona en la segunda guitarra y Spyk Maniego en la batería. Pues la banda salió con su segundo álbum titulado "Unwavering" o "Inquebrantable", que fue lanzado en julio de 2008.

## Carrera literaria
Como escritor, Al ha incursionado en la literatura, el periodismo y la escritura de negocio. Ha escrito cuentos, piezas de flash ficción y poemas, que fueron publicados en las editoriales más prestigiosas como en  "Philippines Graphic" y la revistas UST. La mayor parte de sus obras permanecen inéditas. Sin embargo, sólo puede ser visitados y vistos en el Al's online blogs. Con esto Al ha dado un proceso de ofrecer una colección de obras de ficción y poesía.
Al es también es columnista de Interaksyon,  en la que ha sido publicado en la red televisiva de TV5, una de las cadenas de televisión más importantes de Filipinas. También escribió para la sección "Infotech", un portal de noticias desde 2011 y en su mayoría en audio digital, fotografía digital, redes sociales y SEO, y medios de comunicación en marketing. También trabajó como asesor editorial de las empresas de diseño gráfico y ha escrito informes anuales de algunas grandes empresas locales. Al Actualmente trabaja como gerente de control de calidad en un local de BPO, un equipo de escritores de contenido y de blogueros.

## Discografía

### Con Dead Ends
- Complaints (1986)
- Second Coming (1987)
- Damned Nation (1988)
- Chosen <Greatest Hits> (2003)

### Con Throw
- Throw (2001)
- Unwavering (2008)
- Believe (2010)
- Wag Kalimutan ang Ingay <EP> (2010)